# Viên Vỹ Hào
Viên Vỹ Hào có tên tiếng Anh là Benjamin Yuen (sinh ngày 11 tháng 5 năm 1981 tại Hồng Kông thuộc Anh) là một nam diễn viên, người dẫn chương trình, người mẫu và ca sĩ người Hồng Kông. Anh từng đoạt quán quân cuộc thi Nam vương Hong Kong 2007, hiện là diễn viên có hợp đồng quản lý với TVB và Thiệu Thị Huynh Đệ, cũng là ca sĩ dưới trướng công ty Trăn Thế Ngu Lạc.

## Sự nghiệp

### Thời kỳ đầu
Thời trung học Viên Vỹ Hào học trường New Method College (trường Tân Pháp, cơ sở đường Thái Tử). Sau khi đoạt giải Quán quân bên nam cuộc thi "Hoa khôi trường học" năm 1997 của tạp chí Yes!, anh vẫn tiếp tục đi học, đồng thời tham gia các hoạt động người mẫu và quay phim điện ảnh. Điều đó đã mở ra cho anh những cơ hội diễn xuất trong lĩnh vực điện ảnh mà khởi đầu là một đoạn phim quảng cáo của hãng Vitasoy vào năm 1998. Tuy nhiên, vào năm 2000, mức độ nổi tiếng của anh bắt đầu giảm dần và rời khỏi ngành giải trí vào năm 2002. Sau đó, anh làm công việc vận chuyển và thiết kế tiệc cưới. Anh tiếp tục làm việc ở Vịnh Đồng La với vai trò giám đốc tiếp thị và đã tham gia cuộc thi Nam vương Hong Kong năm 2007 với mục đích quay trở lại với ngành giải trí. Ngay trước khi thi Nam vương, anh từng làm huấn luyện viên thể hình tư nhân.

### Tham gia cuộc thi Nam vương Hong Kong năm 2007
Viên Vỹ Hào tham gia cuộc thi Nam vương Hong Kong 2007 với tư cách thí sinh trong nước. Anh có hứng thú với cuộc thi này vì từng làm việc trong lĩnh vực thương mại và điện ảnh. Trong vòng sơ tuyển thứ nhất và thứ hai, anh thể hiện tài năng chơi nhạc cụ với đàn guitar, đây cũng là nhạc cụ anh chọn để thể hiện phần thi tài năng ở vòng chung kết. Sau khi được chọn và mang mã số thí sinh #7, có tin đồn ở từ báo chí và phóng viên nội bộ rằng anh là một playboy và thường xuyên có hành động ăn chơi trụy lạc vào ban đêm. Anh thừa nhận điều này, nhưng không đồng ý việc bị gọi là một "playboy". Anh giải thích rằng anh thích tụ tập nhóm nhạc với bạn bè và cùng đàn hát.
Năm 2007, thể lệ cuộc thi có sự thay đổi. Trong năm 2005 và năm 2006, các thí sinh đã được phân thành hai nhóm Style (Phong cách) và Fitness (Hình thể). Tuy nhiên vào năm 2007, các thí sinh từ 22 tuổi trở xuống được xếp vào nhóm Young (Thanh thiếu niên) và các thí sinh từ 23 tuổi trở lên được xếp vào nhóm Mature (Trưởng thành). Vỹ Hào là thí sinh thuộc nhóm Mature. Vào ngày 11 tháng 8 năm 2007, anh chính thức tham gia tranh tài tại Nam vương Hong Kong 2007. Anh đã chọn thể hiện bài hát Tiếng lòng lãng tử (浪子心聲) với đàn guitar cho phần thi tài năng. Bài hát này được hát lần đầu tiên bởi Hứa Quán Kiệt. Tiếp đó anh tham gia phần thi thể hình và ứng xử. Mặc dù đã thể hiện tốt trong cả ba phần thi, thành tích của anh vẫn xếp sau thí sinh số 11 Hồ Chí Vỹ. Nhưng anh lại giành chiến thắng phần thi Back to Life (Hồi sinh). Sau đó, anh giành chiến thắng với danh hiệu Nam vương Hong Kong với phần thể hiện tài năng bằng tiết mục múa quyền.
Phần thi tài năng: 109 Phiếu bầu (xếp thứ 3)
Phần thi thể hình: 292 Phiếu bầu (xếp thứ 1)
Tổng: 401 Phiếu (xếp thứ 2)
Biểu đồ thành tích được công bố để tìm ra người chiến thắng của nhóm Young và Mature, người chiến thắng phần thi Back to Life và người chiến thắng chung cuộc. Biểu đồ có tổng cộng 16 hạng mục, người đạt thành tích cao ở nhiều hạng mục nhất sẽ trở thành người chiến thắng.
Phần thi vấn đáp: 0 phiếu bầu
Mature group: đạt tất cả 16 hạng mục, xếp sau thí sinh #11 Hồ Chí Vỹ
Back to life: đạt tất cả 16 hạng mục.  
Kết quả chung cuộc: Quán quân

### Sự nghiệp diễn xuất
Sau khi đoạt giải quán quân cuộc thi Nam vương Hong Kong 2007, anh kí hợp đồng và trở thành diễn viên trực thuộc đài truyền hình TVB. Vì năm 1998 anh từng đóng quảng cáo sữa đậu nành và ký hợp đồng với Colorway Records, lúc tham gia cuộc thi thường được báo đài gọi là Cậu Sữa Đậu Nành. Sau khi đoạt giải, anh chủ yếu đóng phim truyền hình, nhưng hầu hết là vai phụ hoặc vai quần chúng, cho đến những năm gần đây mới có nhiều đất diễn và được lên tuyến.
Năm 2016 đánh dấu bước ngoặt quan trọng trong sự nghiệp diễn xuất của Viên Vỹ Hào với vai diễn Đoàn Nghinh Phong (Nha Lão) trong phim truyền hình Anh hùng thành trại. Với vai diễn này, anh nhận được nhiều lời khen, độ nổi tiếng tăng nhanh và được công chúng biết đến rộng rãi. Cuối năm đó, anh còn đoạt nhiều giải thưởng ở lễ trao giải TVB tại Malaysia và Singapore, và nhận được đề cử cho hạng mục Nam diễn viên chính xuất sắc nhất tại Lễ trao giải TVB thường niên ở Hong Kong năm 2016. Những năm gần đây, anh là diễn viên quen thuộc của giám chế Lâm Chí Hoa, Phan Gia Đức và Tô Vạn Thông.
Năm 2018, Viên Vỹ Hào xuất bản sách ảnh cá nhân mang tên Benontheroad tại Hong Kong. Năm 2019, anh quay phim Thiết thám, vào vai một cảnh sát bị Rối loạn tâm lý sau chấn thương và cuối cùng mắc bệnh ung thư qua đời. Trùng hợp, trong thời gian đầu quay phim, người cha làm cảnh sát của anh cũng qua đời vì bệnh ung thư vòm họng.
Tháng 10/2020, Viên Vỹ Hào vì muốn thực hiện ước mơ đã ấp ủ nhiều năm nên ký hợp đồng với công ty Trăn Thế Ngu Lạc, trở thành ca sĩ dưới trướng công ty. Anh đã ra mắt ca khúc đầu tiên "Em và nửa kia của em", do anh tự sáng tác nhạc và Trương Bảo Nhi viết lời. Anh cũng đoạt giải "Người chủ trì xuất sắc nhất" cùng Châu Bách Hào cho chương trình "Hai chàng tiểu sinh đi cắm trại".

## Đời sống riêng
Năm 2010, Viên Vỹ Hào hợp tác với Mã Bái Thi trong kịch sân khấu Anh không thể để em nhớ đến rồi có cảm tình với nhau, hẹn hò một năm rưỡi thì chia tay. Sau đó năm 2013 có lúc đã tái hợp, đáng tiếc cuối cùng lại chia tay.
Thí sinh đoạt giải Hoa hậu ăn ảnh nhất của cuộc thi Hoa hậu Hong Kong 2012 là Sầm Hạnh Hiền cũng từng hẹn hò với anh, đến ngày 20/11/2016 đôi bên tuyên bố chia tay trên Weibo.
Tháng 7/2017, anh và Hoa hậu thân thiện của cuộc thi Hoa hậu Hong Kong 2016 Trương Bảo Nhi hợp tác quay show thực tế "Làm công để sinh nhai II" rồi có tình cảm với nhau. Sau đó tháng 8/2017, anh công khai thừa nhận Trương Bảo Nhi là bạn gái hiện tại của mình.
Tháng 4/2020, hai người cùng mua và đứng tên một căn hộ cao cấp kiểu hoa viên trị giá 65.7 triệu HKD ở Mount Pavilia, Vịnh Thanh Thủy để làm nơi cư ngụ sau khi cưới. Ngày 17/9/2020, Viên Vỹ Hào thông báo trên mạng xã hội rằng đã thành công cầu hôn Trương Bảo Nhi vào đúng ngày này một năm trước (17/9/2019) ở Toronto. Sau đó ngày 24/11/2020 họ đã làm lễ cưới và ký giấy kết hôn ở nhà riêng.

## Danh sách tác phẩm

### Truyền hình (TVB)
| Năm phát hành | Tên tiếng Việt                            | Tên tiếng Anh                    | Tên tiếng Hoa [Hán Việt]                           | Vai diễn [Biệt danh]                           | Tính chất   |
| ------------- | ----------------------------------------- | -------------------------------- | -------------------------------------------------- | ---------------------------------------------- | ----------- |
| 2008          | Bằng chứng thép II                        | Forensic Heroes II               | 法證先鋒II (Pháp chứng tiên phong II)              | Eric Cát Gia Hạo                               | Quần chúng  |
| 2008          | Oan gia tương phùng                       | Your Class or Mine               | 尖子攻略 (Tiêm tử công lược)                       | Liên Trường Thắng                              | Nam phụ     |
| 2009          | Vua bi-da                                 | The King of Snooker              | 桌球天王 (Trác cầu thiên vương)                    | Jimmy                                          | Quần chúng  |
| 2009          | Đội điều tra đặc biệt II                  | D.I.E. Again                     | 古靈精探B (Cổ linh tinh thám B)                    | Đường Khải Phát                                | Quần chúng  |
| 2010          | Ngũ vị nhân sinh                          | The Season of Fate               | 五味人生 (Ngũ vị nhân sinh)                        | Abraham                                        | Quần chúng  |
| 2010          | Chòm sao tình yêu                         | Cupid Stupid                     | 戀愛星求人 (Luyến ái tinh cầu nhân)                | Kelvin                                         | Quần chúng  |
| 2010          | Viên socola thần kỳ                       | Don Juan De Mercado              | 情人眼裏高一D (Tình nhân nhãn lý cao nhất D)       | Thí sinh                                       | Quần chúng  |
| 2010          | Ông xã vạn tuế                            | My Better Half                   | 老公萬歲 (Lão công vạn tuế)                        | Người mẫu                                      | Quần chúng  |
| 2010          | Tình yêu ngờ vực                          | Suspects in Love                 | 搜下留情 (Sưu hạ lưu tình)                         | Châu Vỹ Đường                                  | Quần chúng  |
| 2010          | Tỳ vết của ngọc                           | Sisters of Pearl                 | 掌上明珠 (Chưởng thượng minh châu)                 | Bành Tuấn Tài                                  | Quần chúng  |
| 2010          | Độc tâm thần thám                         | Every Move You Make              | 讀心神探 (Độc tâm thần thám)                       | Ethan Lư Văn Kiện                              | Quần chúng  |
| 2011          | Ván bài gia nghiệp                        | The Rippling Blossom             | 魚躍在花見 (Ngư dược tại hoa kiến)                 | Niên Kỷ Tế                                     | Quần chúng  |
| 2011          | Sóng gió vương triều                      | Relic of an Emissary             | 洪武三十二 (Hồng Võ tam thập nhị)                  | Lý Cảnh Long                                   | Nam phụ     |
| 2011          | Tại sao sếp là thầy / Trường học mật cảnh | Yes, Sir.Sorry, Sir!             | 點解阿Sir係阿Sir (Điểm giải A Sir hệ A Sir)        | Sếp Quan                                       | Quần chúng  |
| 2011          | Thế giới của Hoa gia tỷ                   | My Sister of Eternal Flower      | 花花世界花家姐 (Hoa hoa thế giới Hoa gia tỷ)       | Trần Bộ Lễ                                     | Quần chúng  |
| 2011          | Mì gia đại chiến                          | Wax and Wane                     | 團圓 (Đoàn viên)                                   | Vincent                                        | Quần chúng  |
| 2011          | Chân tướng                                | The Other Truth                  | 真相 (Chân tướng)                                  | David                                          | Quần chúng  |
| 2011          | Đại nội thị vệ                            | The Life and Times of a Sentinel | 紫禁驚雷 (Tử cấm kinh lôi)                         | Mục Phong                                      | Nam phụ     |
| 2011          | Cửu giang thập nhị phường                 | River of Wine                    | 九江十二坊 (Cửu giang thập nhị phường)             | Ông chủ Từ                                     | Quần chúng  |
| 2011          | Thần thám Phúc Lộc Thọ                    | Super Snoops                     | 荃加福祿壽探案 (Thuyên gia Phúc Lộc Thọ thám án)   | Đường Thập Tam                                 | Quần chúng  |
| 2011          | Lời hứa vội vàng                          | Til Love Do Us Lie               | 結·分@謊情式 (Kết · phân @ hoang tình thức)        | Alvin Cao Thanh Vân                            | Nam chính 3 |
| 2012          | Sứ mệnh 36 giờ                            | The Hippocratic Crush            | On Call 36小時 (On Call 36 tiểu thì)               | Benjamin Lưu Bỉnh Xán                          | Nam chính 3 |
| 2012          | Quyền vương                               | Gloves Come Off                  | 拳王 (Quyền vương)                                 | Lê Anh                                         | Nam phụ     |
| 2012          | Đội Phi Hổ                                | Tiger Cubs                       | 飛虎 (Phi Hổ)                                      | Tạ Gia Tinh (Tinh Tử)                          | Nam phụ     |
| 2012          | Nấc thang tình yêu                        | The Last Steep Ascent            | 天梯 (Thiên thê)                                   | Hạ Thế Lượng                                   | Quần chúng  |
| 2012          | Ranh giới thiện ác                        | Highs and Lows                   | 雷霆掃毒 (Lôi đình tảo độc)                        | Tạ Gia Tinh                                    | Quần chúng  |
| 2013          | Hoán đổi nhân tâm                         | A Change of Heart                | 好心作怪 (Hảo tâm tác quái)                        | Martin Đinh Tuấn Bình                          | Nam chính 4 |
| 2013          | Sư phụ, minh bạch liễu                    | Karma Rider                      | 師父·明白了 (Sư phụ, minh bạch liễu)               | Lạc Vô Nhai trẻ                                | Quần chúng  |
| 2013          | Duyên nợ tam sinh                         | Always and Ever                  | 情逆三世緣 (Tình nghịch tam thế duyên)             | Triển Chiêu (Triển Hộ Vệ) / Triển Siêu Nhân    | Nam phụ     |
| 2013          | Sứ mệnh 36 giờ II                         | The Hippocratic Crush ll         | On Call 36小時II (On Call 36 tiểu thì II)          | Benjamin Lưu Bỉnh Xán                          | Nam chính 4 |
| 2013          | Quý cô thời đại                           | Bounty Lady                      | My盛Lady (My thịnh Lady)                           | Tài Tuấn trẻ                                   | Quần chúng  |
| 2014          | Rào cản tình yêu                          | Rear Mirror                      | 載得有情人 (Tái đắc hữu tình nhân)                 | Jason Nhiêu Nghị Trung                         | Nam phụ     |
| 2014          | Phi Hổ II                                 | Tiger Cubs II                    | 飛虎II (Phi Hổ II)                                 | Tạ Gia Tinh (Tinh Tử)                          | Nam chính 4 |
| 2014          | Hoạn hải kỳ quan                          | Noblesse Oblige                  | 宦海奇官 (Hoạn hải kỳ quan)                        | Phương Quý Tường                               | Nam chính 3 |
| 2015          | Chuyên gia gỡ rối                         | The Fixer                        | 拆局專家 (Sách cục chuyên gia)                     | Mạch Hành Trực (Thạch Đầu)                     | Nam chính 2 |
| 2016          | Thiết mã gặp chiến xa                     | Speed of Life                    | 鐵馬戰車 (Thiết mã chiến xa)                       | Thi Mã                                         | Nam chính 2 |
| 2016          | Cảnh sát siêu năng                        | Over Run Over                    | EU超時任務 (EU siêu thì nhiệm vụ)                  | Quách Thượng Chính                             | Nam chính 2 |
| 2016          | Anh hùng thành trại                       | A Fist Within Four Walls         | 城寨英雄 (Thành trại anh hùng)                     | Đoàn Nghinh Phong (Nha Lão) / Đoàn Thông Thiên | Nam chính 2 |
| 2016          | Hoàng đế lưu manh                         | Rogue Emperor                    | 流氓皇帝 (Lưu manh hoàng đế)                       | Chu Tường Huân (Bánh Cuốn)                     | Nam chính 2 |
| 2017          | Sứ mệnh nội gián II                       | Line Walker: The Prelude         | 使徒行者2 (Sứ đồ hành giả II)                      | Paradise Từ Thiên Đường                        | Nam chính 3 |
| 2018          | Ba Người Phụ Nữ Một Nguyên Nhân           | Threesome                        | 三個女人一個「因」 (Tam cá nữ nhân nhất cá "Nhân") | Lợi Đông Giai (Kai Tử)                         | Nam chính 1 |
| 2018          | Kẻ trộm thời gian                         | Stealing Seconds                 | 棟仁的時光 (Đống Nhân đích thì quang)              | Tăng Đống Nhân                                 | Nam chính 1 |
| 2018          | Câu chuyện khởi nghiệp                    | Another Era                      | 再創世紀 (Tái sáng thế kỷ)                         | Walter Phương Trạch Vũ                         | Nam chính 3 |
| 2019          | Cảnh sát thép                             | The Defected                     | 鐵探 (Thiết thám)                                  | Thượng Thăng (Sing Sir)                        | Nam chính 1 |
| 2020          | Sứ mệnh nội gián III                      | Line Walker: Bull Fight          | 使徒行者III (Sứ đồ hành giả III)                   | Paradise Từ Thiên Đường                        | Nam chính 4 |
| 2021          | Nhật ký trinh sát hình sự                 | Murder Diary                     | 刑偵日記 (Hình trinh nhật ký)                      | Vi Duệ Kiệt                                    |             |
| 2021          | Hải quan tinh anh                         | The Line Watchers                | 把關者們 (Bả quan giả môn)                         | Hải Phong                                      | Nam chính 1 |

### Truyền hình (RTHK)
| Năm phát hành | Tên tiếng Việt                                 | Tên tiếng Hoa [Hán Việt]                                              | Vai diễn           |
| ------------- | ---------------------------------------------- | --------------------------------------------------------------------- | ------------------ |
| 1999          | Sổ tay học sinh trọn vẹn: Khăng khăng một lòng | 完全學生手冊：死心塌地 (Hoàn toàn học sinh thủ sách: Tử tâm tháp địa) | A Sam              |
| 2001          | Y2K+01                                         | Y2K+01                                                                | Lão Dã             |
| 2003          | Chấp pháp quần anh 2: Hành động trọng án       | 執法群英II：重案行動 (Chấp pháp quần anh II: Trọng án hành động)      | Nhân viên cảnh sát |

### Điện ảnh
| Năm phát hành | Tên tiếng Anh / Việt                                                                          | Tên tiếng Hoa [Hán Việt]                                                | Vai diễn                             |
| ------------- | --------------------------------------------------------------------------------------------- | ----------------------------------------------------------------------- | ------------------------------------ |
| 1998          | Young and Dangerous: The Prequel / Người trong giang hồ: Thiếu niên Hạo Nam                   | 新古惑仔之少年激鬥篇 (Tân cổ hoặc tử chi Thiếu niên kích đấu thiên)     | Bao Đạt Minh (Sào Bì)                |
| 1999          | The Legend of Speed / Liệt hoả truyền thuyết                                                  | 烈火戰車2之極速傳說 (Liệt hỏa chiến xa 2 chi Cực tốc truyện thuyết)     | Văn đầu to                           |
| 1999          | The Conman 1999 / Vua Bịp 1999                                                                | 賭俠1999 (Đổ hiệp 1999)                                                 | Jack                                 |
| 1999          | Pizza Express                                                                                 | 薄餅速遞 (Bạc bính tốc đệ)                                              |                                      |
| 1999          | There's a Ghost in the Boy's Room                                                             | 鬼咁過癮 (Quỷ cam quá ẩn)                                               |                                      |
| 1999          | My Heart Will Go On                                                                           | 還我情心 (Hoàn ngã tình tâm)                                            |                                      |
| 1999          | A Man Called Hero / Trung Hoa anh hùng                                                        | 中華英雄 (Trung Hoa anh hùng)                                           | Thủy Hạ                              |
| 1999          | Stupid                                                                                        | 死蠢 (Tử xuẩn)                                                          |                                      |
| 1999          | X Imp                                                                                         | 新鬼片王之再現兇榜 (Tân quỷ phiến vương chi Tái hiện hung bảng)         | Nokia                                |
| 1999          | The Three Brothers                                                                            | 串燒三兄弟 (Xuyến thiêu tam huynh đệ)                                   |                                      |
| 2000          | My Good Brother                                                                               | 好兄吾兄 (Hảo huynh ngô huynh)                                          |                                      |
| 2000          | The Social Worker From the Edge                                                               | 猛鬼女社工 (Mãnh quỷ nữ xã công)                                        |                                      |
| 2000          | Hong Kong Pie                                                                                 | 香港處男 (Hương Cảng xử nam)                                            | A Trạch                              |
| 2000          | Un Baiser Vole / Hôn trộm                                                                     | 偷吻 (Thâu vẫn)                                                         |                                      |
| 2001          | Bullets of Love / Bất tử tình mê                                                              | 不死情謎 (Bất tử tình mê)                                               |                                      |
| 2001          | The Avenging Fist / Quyền thần                                                                | 拳神 (Quyền thần)                                                       |                                      |
| 2002          | Fighting to Survive                                                                           | 一蚊雞保鏢 (Nhất văn kê bảo tiêu)                                       | Kẻ đòi nợ                            |
| 2002          | Infernal Affairs / Vô gian đạo                                                                | 無間道 (Vô gian đạo)                                                    | Cảnh sát tổ trọng án (CID)           |
| 2003          | Infernal Affairs III / Vô gian đạo III                                                        | 無間道III：終極無間 (Vô gian đạo III: Chung cực vô gian)                | Cảnh sát tổ tình báo (CIB)           |
| 2004          | Heat Team / Trọng án song hùng                                                                | 重案黐孖Gun (Trọng án ly tư Gun)                                        | Tín Tử                               |
| 2004          | Explosive City                                                                                | 爆裂都市 (Bạo liệt đô thị)                                              | Đệ tử của Glen                       |
| 2005          | It Had to Be You                                                                              | 後備甜心 (Hậu bị điềm tâm)                                              | Bạn của Jill                         |
| 2007          | The Haunted School / Ngôi trường bị ma ám                                                     | 校墓處 (Giáo mộ xử)                                                     | A Văn                                |
| 2009          | Turning Point / Bước ngoặt                                                                    | Laughing Gor之變節 (Laughing Gor chi Biến tiết)                         | Nhân viên cảnh sát                   |
| 2010          | The Jade and the Pearl / Phỉ thuý Minh châu                                                   | 翡翠明珠 (Phỉ thuý Minh châu)                                           | Hà công tử                           |
| 2010          | 72 Tenants of Prosperity / 72 khách trọ                                                       | 72家租客 (72 gia tô khách)                                              | Người bán hàng trong tiệm Thạch Kiên |
| 2011          | I Love Hong Kong / Tôi yêu Hong Kong                                                          | 我愛香港開心萬歲 (Ngã ái Hương Cảng khai tâm vạn tuế)                   | Người mặc đồ cổ trang                |
| 2018          | Tình yêu và mưu mô (phim ngắn chiếu ở Quảng trường Thời Đại Hong Kong)                        | 愛情比心機 (Ái tình bỉ tâm cơ)                                          | Bạn trai                             |
| 2019          | Line Walker 2: Invisible Spy / Sứ mệnh nội gián 2                                             | 使徒行者：諜影行動 (Sứ đồ hành giả: Điệp ảnh hành động)                 | A John                               |
| 2019          | Mua đồ cho phụ nữ, đàn ông có thể nói gì? (phim ngắn chiếu ở Quảng trường Thời Đại Hong Kong) | 買女人嘢，男人可以講咩嘢？(Mãi nữ nhân dã, nam nhân khả dĩ giảng mị dã) | Đồng nghiệp                          |

### Chương trình tổng hợp (Đài truyền hình cáp)
| Năm  | Tên chương trình (tên gốc) | Tên chương trình (tạm dịch) | Chú thích                  |
| 2001 | YMC人We Wet Web            | Người YMC: Nào ta cùng ướt  | Dẫn chương trình (Đài YMC) |

### Chương trình tổng hợp (TVB)
| Năm  | Tên chương trình (tên gốc)                                      | Tên chương trình (tạm dịch)                                                      | Chú thích |
| 1998 | 週末新地帶                                                      | Dải đất mới cuối tuần                                                            | Khách mời |
| 2007 | 2007年度香港先生選舉                                            | Nam vương Hong Kong 2007                                                         | Thí sinh (Quán quân)                                                                                          |
| 2007 | 舞動奇跡 / Strictly Come Dancing                                | Kỳ tích khiêu vũ                                                                 | Thí sinh |
| 2007 | 奧運玩得叻                                                      | Chơi hay ở Thế Vận Hội                                                           | Khách mời |
| 2008 | 東華愛心慶歡騰                                                  | Tiệc mừng Đông Hoa yêu thương tưng bừng                                          | Trình diễn |
| 2009 | 智激校園 / M.I. Challenge                                       | Trường học đấu trí                                                               | Thí sinh |
| 2009 | 萬眾同心公益金 / Community Chest Charity Show                   | Quỹ công ích vạn chúng đồng tâm                                                  | Khách mời |
| 2010 | 千奇百趣Summer Fun / Neighborhood Treasures 2                   | Trăm ngàn kỳ thú: Niềm vui mùa hè                                                | Khách mời (tập 5, 6)                                                                                          |
| 2010 | 逐格鬥 / Checkerboard Jackpot                                   | Cuộc đấu bàn carô                                                                | Khách mời (tập 8)                                                                                             |
| 2010 | 今日VIP / The Green Room                                        | VIP hôm nay                                                                      | Khách mời (ngày 11/6 - với Cao Quân Hiền, Hứa Gia Kiệt, Trần Vỹ Hồng)                                         |
| 2011 | 千奇百趣省港澳 / Big Fun Canton                                 | Trăm ngàn kỳ thú: Thăm Hong Kong, Macau                                          | Khách mời (tập 26)                                                                                            |
| 2011 | 姊妹淘 / All Things Girl                                        | Chuyện chị em                                                                    | Khách mời (tập 11)                                                                                            |
| 2012 | 千奇百趣東南亞 / Big Fun SE Asia                                | Trăm ngàn kỳ thú: Đông Nam Á                                                     | Khách mời (tập 2)                                                                                             |
| 2012 | 小島怡情 / Big Fun on Little Rocks                              | Niềm vui trên đảo nhỏ                                                            | Dẫn chương trình với Hứa Diệc Ny                                                                              |
| 2012 | 千奇百趣高B班 / Neighborhood Treasures 4                        | Trăm ngàn kỳ thú: Lớp B cao                                                      | Khách mời (tập 10)                                                                                            |
| 2012 | 姊妹淘 2 / All Things Girl 2                                    | Chuyện chị em 2                                                                  | Khách mời (tập 31)                                                                                            |
| 2012 | 今日VIP / The Green Room                                        | VIP hôm nay                                                                      | Khách mời (ngày 28/6 - với Trạch Uy Liêm)                                                                     |
| 2012 | 700萬人的數字 / Number Matters                                  | Con số của 7 triệu người                                                         | Khách mời (tập 26, 27)                                                                                        |
| 2012 | 玩轉三周1/2 / TV Funny                                          | Chơi suốt 3.5 châu lục                                                           | "Giải đặc biệt cống hiến" (tiết mục "Đại náo lễ trao giải ca khúc vàng")                                      |
| 2012 | 玩轉三周1/2 / TV Funny                                          | Chơi suốt 3.5 châu lục                                                           | Nhân viên đạo cụ (tiết mục "Thập nguyệt vi điện thị thành")                                                   |
| 2013 | 千奇百趣玩FREE D / Neighborhood Treasures 5                     | Trăm ngàn kỳ thú: Chơi tự do                                                     | Khách mời (tập 23)                                                                                            |
| 2013 | 玩嘢王 / Office of Practical Jokes                              | Vua giỡn mặt                                                                     | Khách mời (tập 7)                                                                                             |
| 2013 | 星夢傳奇 / The Voice of the Stars                               | Tinh mộng truyền kỳ                                                              | Thí sinh |
| 2013 | 超級無敵獎門人 終極篇 / Super Trio Maximus                      | Chưởng môn siêu cấp vô địch: Màn cuối                                            | Khách mời (tập 22)                                                                                            |
| 2013 | 萬千星輝頒獎典禮2013 / TVB Anniversary Awards 2013              | Lễ trao giải TVB thường niên ở Hong Kong                                         | Người được đề cử giải "Nam diễn viên tiến bộ vượt bậc"                                                        |
| 2013 | Music Café                                                      | Tiệm cà phê âm nhạc                                                              | Khách mời (tập 116)                                                                                           |
| 2014 | 今日VIP / The Green Room                                        | VIP hôm nay                                                                      | Khách mời (Ngày 1/4 - với diễn viên phim Hoạn hải kỳ quan)                                                    |
| 2014 | 星級健康2 / Wellness On The Go 2                                | Sức khoẻ siêu cấp 2                                                              | Dẫn chương trình (tập 6)                                                                                      |
| 2014 | 區區有鬼故 / Neighborhood Ghost Stories                         | Nơi nơi đều có chuyện ma                                                         | Nam chính phim ngắn (tập 3)                                                                                   |
| 2014 | Music Café                                                      | Tiệm cà phê âm nhạc                                                              | Khách mời (tập 156)                                                                                           |
| 2015 | 兄弟幫 / Big Boys Club                                          | Hội anh em                                                                       | Khách mời (tập 1291, 1292)                                                                                    |
| 2015 | 今日VIP / The Green Room                                        | VIP hôm nay                                                                      | Khách mời (Ngày 7/4)                                                                                          |
| 2015 | 超強選擇1分鐘 / The Million Dollar Minute                       | Lựa chọn 1 phút cực mạnh                                                         | Khách mời (tập 11)                                                                                            |
| 2015 | 萬千星輝賀台慶2015 / TVB Anniversary Gala Show 2015             | Lễ khánh đài TVB 2015                                                            | Khách mời |
| 2015 | 萬千星輝頒獎典禮2015 / TVB Anniversary Awards 2013              | Lễ trao giải TVB thường niên ở Hong Kong                                         | Người được đề cử giải "Nam nhân vật truyền hình được yêu thích nhất" và giải "Nam diễn viên tiến bộ vượt bậc" |
| 2016 | 星級打工時代（星級健康3之星夢成真）/ Wellness On The Go 3       | Thời đại làm công siêu cấp (Sức khoẻ siêu cấp 3: Mộng ngôi sao thành sự thật)    | Dẫn chương trình (tập 4)                                                                                      |
| 2016 | 今日VIP / The Green Room                                        | VIP hôm nay                                                                      | Khách mời (ngày 18/1 - với Đường Thi Vịnh, Thái Tư Bối)                                                       |
| 2016 | 今日VIP / The Green Room                                        | VIP hôm nay                                                                      | Khách mời (ngày 21/3)                                                                                         |
| 2016 | 今日VIP / The Green Room                                        | VIP hôm nay                                                                      | Khách mời (ngày 1/8 - với Trần Triển Bằng, Hồ Định Hân, Lưu Bội Nguyệt)                                       |
| 2016 | 一綫娛樂 / Buzz Stop                                            | Giải trí tuyến 1                                                                 | Khách mời (ngày 18 và 25/1 - với diễn viên phim Thiết mã gặp chiến xa                                         |
| 2016 | 一綫娛樂 / Buzz Stop                                            | Giải trí tuyến 1                                                                 | Khách mời (ngày 16/5 - với Hứa Gia Kiệt, Trạch Uy Liêm, Lý Tấn Cường)                                         |
| 2016 | Sunday好戲王 / Sunday Stage Fight                               | Vua diễn xuất Chủ nhật                                                           | Khách mời (tập 1, 9)                                                                                          |
| 2016 | 湊仔攻略 / Daddy, Where's Mom                                   | Bí kíp chăm con                                                                  | Khách mời (tập 5)                                                                                             |
| 2016 | Do姐有問題1 / Do Did Eat 1                                      | Chị Do có câu hỏi 1                                                              | Khách mời (tập 22)                                                                                            |
| 2016 | 萬千星輝睇多D                                                   | Ngàn sao lấp lánh: Xem thêm                                                      | Khách mời biểu diễn                                                                                           |
| 2016 | 夜宵磨3 / Midnight Munchies 3                                   | Thèm ăn khuya 3                                                                  | Khách mời (tập 22)                                                                                            |
| 2016 | 男人食堂 / EatLaMen                                             | Quán ăn của quý ông                                                              | Khách mời (tập 8)                                                                                             |
| 2016 | 反斗紅星冇暑假－打工捱世界 / All Work No Pay Holidays           | Minh tinh không có kỳ nghỉ - Làm công để sinh nhai 1                             | Chủ trì cùng Dương Minh                                                                                       |
| 2016 | 萬千星輝放暑假                                                  | Ngàn sao lấp lánh đi nghỉ phép                                                   | Khách mời biểu diễn                                                                                           |
| 2016 | 我愛香港 / I Heart Hong Kong                                    | Tôi yêu Hong Kong                                                                | Khách mời (tập 3)                                                                                             |
| 2016 | 你健康嗎？2                                                     | Bạn có khoẻ mạnh không? mùa 2                                                    | Khách mời (tập 5)                                                                                             |
| 2016 | 兄弟幫 / Big Boys Club                                          | Hội anh em                                                                       | Khách mời (tập 1623, 1624)                                                                                    |
| 2016 | 兄弟幫 / Big Boys Club                                          | Hội anh em                                                                       | Khách mời (tập 1657, 1658)                                                                                    |
| 2017 | 星級超常任務（星級健康4之Go Green碳世界）/ Wellness On The Go 4 | Nhiệm vụ siêu cấp phi thường (Sức khoẻ siêu cấp 4: Sống xanh hưởng thụ thế giới) | Dẫn chương trình (tập 1, 4, 7)                                                                                |
| 2017 | Ben Sir研究院 / Sermon By Sir Ben 2                             | Viện nghiên cứu của Ben Sir                                                      | Khách mời (tập 4)                                                                                             |
| 2017 | 打工捱世界2 / All Work No Pay Holidays 2                        | Làm công để sinh nhai 2                                                          | Chủ trì cùng Dương Minh                                                                                       |
| 2017 | 今日VIP / The Green Room                                        | VIP hôm nay                                                                      | Khách mời (ngày 18/9)                                                                                         |
| 2018 | TVB 50+1再出發節目巡禮2019 / TVB Sales Presentation 2019        | Triển lãm TVB 50+1 tái xuất phát 2019                                            | Khách mời biểu diễn                                                                                           |
| 2018 | 今日VIP / The Green Room                                        | VIP hôm nay                                                                      | Khách mời (ngày 19/2 - với Huỳnh Trí Văn)                                                                     |
| 2018 | 今日VIP / The Green Room                                        | VIP hôm nay                                                                      | Khách mời (ngày 26/4)                                                                                         |
| 2018 | Do姐有問題2 / Do Did Eat 2                                      | Chị Do có câu hỏi 2                                                              | Khách mời (tập 20)                                                                                            |
| 2018 | 美女廚房 / Cooking Beauties                                     | Nhà bếp mỹ nữ                                                                    | Khách mời (tập 20)                                                                                            |
| 2018 | 歡樂滿東華 / Tung Wah Charity Gala                              | Hoan lạc mãn Đông Hoa                                                            | Khách mời biểu diễn                                                                                           |
| 2018 | 兩位吖唔該                                                      | Làm ơn cho hai chỗ                                                               | Khách mời (tập 23, 25)                                                                                        |
| 2019 | 新春開運王4 / Feng Shui For The New Year 4                      | Vua khai vận xuân mới 4                                                          | Khách mời (tập 6)                                                                                             |
| 2019 | 娛樂大家 / Liza's Online                                        | Mua vui cho mọi người                                                            | Khách mời (tập 5)                                                                                             |
| 2019 | 今日VIP / The Green Room                                        | VIP hôm nay                                                                      | Khách mời (ngày 10/4 - với Tô Vạn Thông, Thái Tư Bối)                                                         |
| 2019 | 打工捱世界3 / All Work No Pay Holidays 3                        | Làm công để sinh nhai 3                                                          | Chủ trì cùng Dương Minh                                                                                       |
| 2019 | Do姐有問題3 / Do Did Eat 3                                      | Chị Do có câu hỏi 3                                                              | Khách mời (tập 4)                                                                                             |
| 2019 | 歡樂滿東華 / Tung Wah Charity Gala                              | Hoan lạc mãn Đông Hoa                                                            | Khách mời |
| 2020 | 疫境自強                                                        | Mạnh mẽ trong mùa dịch                                                           | Diễn xuất cùng hội Crazy Runners                                                                              |
| 2020 | 博愛歡樂傳萬家 / Pok Oi Charity Show                            | Bác ái hoan lạc truyền vạn gia                                                   | Khách mời biểu diễn                                                                                           |
| 2020 | 你估我唔到 / Neighborhood Treasures 8                           | Bạn không đoán nổi đâu                                                           | Khách mời (tập 6)                                                                                             |
| 2020 | 兩個小生去Camping / The PakhoBen Outdoor Show                   | Hai chàng tiểu sinh đi cắm trại                                                  | Chủ trì cùng Châu Bách Hào                                                                                    |
| 2020 | 天天開運王 / Fortune Show                                       | Vua khai vận mỗi ngày                                                            | Khách mời (tập 22)                                                                                            |
| 2020 | Do姐有問題4 / Do Did Eat 4                                      | Chị Do có câu hỏi 4                                                              | Nhân vật mục tiêu để chụp màn hình (tập 27)                                                                   |
| 2020 | 萬眾同心公益金 / Community Chest Charity Show                   | Quỹ công ích vạn chúng đồng tâm                                                  | Khách mời |
| 2021 | 慈善星輝仁濟夜 / Yan Chai Charity Show                          | Đêm từ thiện sao sáng Nhân Tế                                                    | Khách mời biểu diễn                                                                                           |
| 2021 | 天天開運王2 / Fortune Show 2                                    | Vua khai vận mỗi ngày                                                            | Khách mời (tập 5)                                                                                             |
| 2021 | 師父有請 / Master's Talk                                        | Sư phụ có lời mời                                                                | Khách mời (tập 3)                                                                                             |

### Kịch sân khấu
| Thời gian    | Tên kịch                               | Địa điểm                                    | Diễn chung với                                                                               |
| Tháng 3/2010 | Anh không thể để em nhớ đến            | Trung tâm Giải trí Thượng Hoàn              | Châu Bách Hào, Lại Vân Phân, Mã Bái Thi                                                      |
| Tháng 9/2010 | Anh không thể để em nhớ đến (diễn lại) | Nhà hát kịch Quỳ Thanh                      | Châu Bách Hào, Dương Kỳ                                                                      |
| Tháng 8/2012 | Thất thân 1234 My First Time           | Trung tâm Văn hóa Hương Cảng                | Trần Tuệ Tâm, Xuyến Lợi Muội, Bạch Chích                                                     |
| Tháng 1/2020 | Đêm nay đánh Lão Hổ                    | Học viện Diễn xuất Hương Cảng - Rạp Ca kịch | Tiền Gia Lạc, Huỳnh Trí Văn, Dương Thi Mẫn, La Quán Lan, Lý Quốc Lân, Khang Hoa, Lỗ Văn Kiệt |

### Video ca nhạc
| Năm  | Bài Hát Chủ Đề                   | Chi tiết                                    |
| ---- | -------------------------------- | ------------------------------------------- |
| 2007 | Doesn't Matter (無所謂)          | Ca sĩ: Vệ Lan 衛蘭 Album: Wish              |
| 2009 | Please                           | Ca sĩ: Vệ Lan 衛蘭 Album: Wish              |
| 2009 | Nếu thời gian đến (如果時間來到) | Ca sĩ: Lâm Phong 林峯 Album: Let's get wet. |

## Đề cử và giải thưởng

### Năm 1997: Hoa khôi trường học tạp chí Yes!
- Giáo thảo (nam sinh đẹp nhất) (Đoạt giải)

### Năm 2007: Nam vương Hong Kong
- Giải do giám khảo bình chọn (Đoạt giải)
- Giải do nữ khán giả bình chọn tại trường quay (Đoạt giải)

### Lễ trao giải TVB thường niên ở Hong Kong
| Năm  | Hạng mục                                              | Phim / Tác phẩm                                                                              | Vai diễn                                                             | Kết quả                                               |
| 2013 | Nam diễn viên tiến bộ vượt bậc                        | Hoán đổi nhân tâm Sư phụ, minh bạch liễu Duyên nợ tam sinh Sứ mệnh 36 giờ II Quý cô thời đại | Đinh Tuấn Bình Lạc Vô Nhai trẻ Triển Chiêu Lưu Bỉnh Xán Tài Tuấn trẻ | Đề cử                                                 |
| 2015 | Nam nhân vật truyền hình được yêu thích nhất          | Chuyên gia gỡ rối                                                                            | Mạch Hành Trực                                                       | Đề cử                                                 |
| 2015 | Nam diễn viên tiến bộ vượt bậc                        | Hoạn hải kỳ quan Chuyên gia gỡ rối                                                           | Phương Quý Tường Mạch Hành Trực                                      | Đề cử                                                 |
| 2016 | Nam diễn viên chính xuất sắc nhất                     | Anh hùng thành trại                                                                          | Đoàn Nghinh Phong / Đoàn Thông Thiên                                 | Top 5                                                 |
| 2016 | Nam nhân vật truyền hình được yêu thích nhất          | Anh hùng thành trại                                                                          | Đoàn Nghinh Phong / Đoàn Thông Thiên                                 | Đoạt giải                                             |
| 2016 | Đôi/nhóm bạn diễn truyền hình được yêu thích nhất     | Anh hùng thành trại                                                                          | Đoàn Nghinh Phong / Đoàn Thông Thiên                                 | Đề cử (được đề cử cùng Trần Triển Bằng)               |
| 2017 | Nam diễn viên chính xuất sắc nhất                     | Sứ mệnh nội gián II                                                                          | Từ Thiên Đường                                                       | Đề cử                                                 |
| 2017 | Nam nhân vật truyền hình được yêu thích nhất          | Sứ mệnh nội gián II                                                                          | Từ Thiên Đường                                                       | Top 5                                                 |
| 2017 | Đôi/nhóm bạn diễn truyền hình được yêu thích nhất     | Sứ mệnh nội gián II                                                                          | Từ Thiên Đường                                                       | Đề cử (được đề cử cùng Huỳnh Thuý Như, Châu Bách Hào) |
| 2017 | Đôi/nhóm bạn diễn truyền hình được yêu thích nhất     | Làm công để sinh nhai II                                                                     | -                                                                    | Đề cử (được đề cử cùng Dương Minh)                    |
| 2018 | Nam diễn viên chính được yêu thích nhất tại Singapore | Kẻ trộm thời gian                                                                            | Tăng Đống Nhân                                                       | Đoạt giải                                             |
| 2018 | Nam diễn viên chính được yêu thích nhất tại Malaysia  | Kẻ trộm thời gian                                                                            | Tăng Đống Nhân                                                       | Đoạt giải                                             |
| 2018 | Nam nhân vật truyền hình được yêu thích nhất          | Kẻ trộm thời gian                                                                            | Tăng Đống Nhân                                                       | Đề cử                                                 |
| 2018 | Nam diễn viên chính xuất sắc nhất                     | Câu chuyện khởi nghiệp                                                                       | Phương Trạch Vũ                                                      | Top 5                                                 |
| 2018 | Đôi/nhóm bạn diễn truyền hình được yêu thích nhất     | Câu chuyện khởi nghiệp                                                                       | Phương Trạch Vũ                                                      | Đề cử (được đề cử cùng Châu Bách Hào, Đặng Bội Nghi)  |
| 2019 | Nam diễn viên chính xuất sắc nhất                     | Cảnh sát thép                                                                                | Thượng Thăng                                                         | Top 5                                                 |
| 2019 | Nam nhân vật truyền hình được yêu thích nhất          | Cảnh sát thép                                                                                | Thượng Thăng                                                         | Đề cử                                                 |
| 2019 | Đôi/nhóm bạn diễn truyền hình được yêu thích nhất     | Cảnh sát thép                                                                                | Thượng Thăng                                                         | Đề cử (được đề cử cùng Lương Cạnh Huy)                |
| 2019 | Đôi/nhóm bạn diễn truyền hình được yêu thích nhất     | Làm công để sinh nhai III                                                                    | -                                                                    | Đề cử (được đề cử cùng Dương Minh)                    |
| 2020 | Nam diễn viên chính xuất sắc nhất                     | Sứ mệnh nội gián III                                                                         | Từ Thiên Đường                                                       | Đề cử                                                 |
| 2020 | Nam nhân vật truyền hình được yêu thích nhất          | Sứ mệnh nội gián III                                                                         | Từ Thiên Đường                                                       | Đề cử                                                 |
| 2020 | Nam diễn viên chính được yêu thích nhất tại Malaysia  | Sứ mệnh nội gián III                                                                         | Từ Thiên Đường                                                       | Đề cử                                                 |
| 2020 | Đôi/nhóm bạn diễn truyền hình được yêu thích nhất     | Hai chàng tiểu sinh đi cắm trại                                                              | -                                                                    | Đề cử (được đề cử cùng Châu Bách Hào)                 |
| 2020 | Người chủ trì chương trình xuất sắc nhất              | Hai chàng tiểu sinh đi cắm trại                                                              | -                                                                    | Đoạt giải (được đề cử cùng Châu Bách Hào)             |

### Lễ trao giải TVB ởMalaysia
| Năm  | Hạng mục                                         | Phim / Tác phẩm                                       | Vai diễn                                | Kết quả                                               |
| 2013 | Nam diễn viên phụ TVB được yêu thích nhất        | Sứ mệnh 36 giờ II                                     | Lưu Bỉnh Xán                            | Top 5                                                 |
| 2013 | Nam diễn viên TVB có tiềm năng nhất              | Hoán đổi nhân tâm Duyên nợ tam sinh Sứ mệnh 36 giờ II | Đinh Tuấn Bình Triển Chiêu Lưu Bỉnh Xán | Đoạt giải                                             |
| 2014 | Nam nhân vật truyền hình TVB được yêu thích nhất | Phi Hổ II                                             | Tạ Gia Tinh                             | Đề cử                                                 |
| 2015 | Nam diễn viên phụ TVB được yêu thích nhất        | Chuyên gia gỡ rối                                     | Mạch Hành Trực                          | Đoạt giải                                             |
| 2015 | Nam nhân vật truyền hình TVB được yêu thích nhất | Chuyên gia gỡ rối                                     | Mạch Hành Trực                          | Đoạt giải                                             |
| 2016 | Nam diễn viên chính TVB được yêu thích nhất      | Anh hùng thành trại                                   | Đoàn Nghinh Phong                       | Top 5                                                 |
| 2016 | Nam nhân vật truyền hình TVB được yêu thích nhất | Anh hùng thành trại                                   | Đoàn Nghinh Phong                       | Đoạt giải                                             |
| 2016 | Cặp tình nhân màn ảnh TVB được yêu thích nhất    | Anh hùng thành trại                                   | Đoàn Nghinh Phong                       | Top 3 (được đề cử cùng Vương Quân Hinh)               |
| 2016 | Cặp tình nhân màn ảnh TVB được yêu thích nhất    | Thiết mã gặp chiến xa                                 | Thi Mã                                  | Đề cử (được đề cử cùng Đường Thi Vịnh)                |
| 2016 | Chủ trì chương trình TVB được yêu thích nhất     | Làm công để sinh nhai                                 | -                                       | Đoạt giải (được đề cử cùng Dương Minh)                |
| 2017 | Nam diễn viên chính TVB được yêu thích nhất      | Sứ mệnh nội gián II                                   | Từ Thiên Đường                          | Đề cử                                                 |
| 2017 | Nam nhân vật truyền hình TVB được yêu thích nhất | Sứ mệnh nội gián II                                   | Từ Thiên Đường                          | Đoạt giải                                             |
| 2017 | Cặp tình nhân màn ảnh TVB được yêu thích nhất    | Sứ mệnh nội gián II                                   | Từ Thiên Đường                          | Đề cử (được đề cử cùng Huỳnh Thuý Như, Châu Bách Hào) |
| 2017 | Chủ trì chương trình TVB được yêu thích nhất     | Làm công để sinh nhai II                              | -                                       | Top 5 (được đề cử cùng Dương Minh)                    |

### Lễ trao giải TVB ởSingapore
| Năm  | Hạng mục                                         | Phim / Tác phẩm          | Vai diễn          | Kết quả                                     |
| 2015 | Nam diễn viên phụ TVB được yêu thích nhất        | Chuyên gia gỡ rối        | Mạch Hành Trực    | Đề cử                                       |
| 2016 | Nam diễn viên chính TVB được yêu thích nhất      | Anh hùng thành trại      | Đoàn Nghinh Phong | Đề cử                                       |
| 2016 | Nam diễn viên chính TVB được yêu thích nhất      | Anh hùng thành trại      | Đoàn Nghinh Phong | Đoạt giải                                   |
| 2016 | Cặp tình nhân màn ảnh TVB được yêu thích nhất    | Anh hùng thành trại      | Đoàn Nghinh Phong | Đoạt giải (được đề cử cùng Vương Quân Hinh) |
| 2016 | Cặp tình nhân màn ảnh TVB được yêu thích nhất    | Thiết mã gặp chiến xa    | Thi Mã            | Đề cử (được đề cử cùng Đường Thi Vịnh)      |
| 2017 | Nam diễn viên chính TVB được yêu thích nhất      | Sứ mệnh nội gián II      | Từ Thiên Đường    | Đề cử                                       |
| 2017 | Nam nhân vật truyền hình TVB được yêu thích nhất | Sứ mệnh nội gián II      | Từ Thiên Đường    | Đoạt giải                                   |
| 2017 | Chủ trì chương trình TVB được yêu thích nhất     | Làm công để sinh nhai II | -                 | Đề cử (được đề cử cùng Dương Minh)          |